# Echium nervosum
Echium nervosum — вид рослин з родини шорстколисті (Boraginaceae), ендемік Мадейри.

## Опис
Це багаторічний чагарник висотою до 2 метрів, розгалужений, з біло-сірими стеблами. Листки майже сидячі, ланцетні, 4.5–12.5 см довжиною, сірувато-зелені. Термінальні суцвіття довжиною від 5 до 16 сантиметрів, містять багато квітів. Квіти мають п'ять блідо-блакитних, рідше білих пелюсток. 

## Поширення
Ендемік архіпелагу Мадейра (о-ви Мадейра, Порту-Санту, Дезерташ).

## Використання
Вид має велику декоративну цінність; рослину культивують у садах і на дорогах.

## Галерея

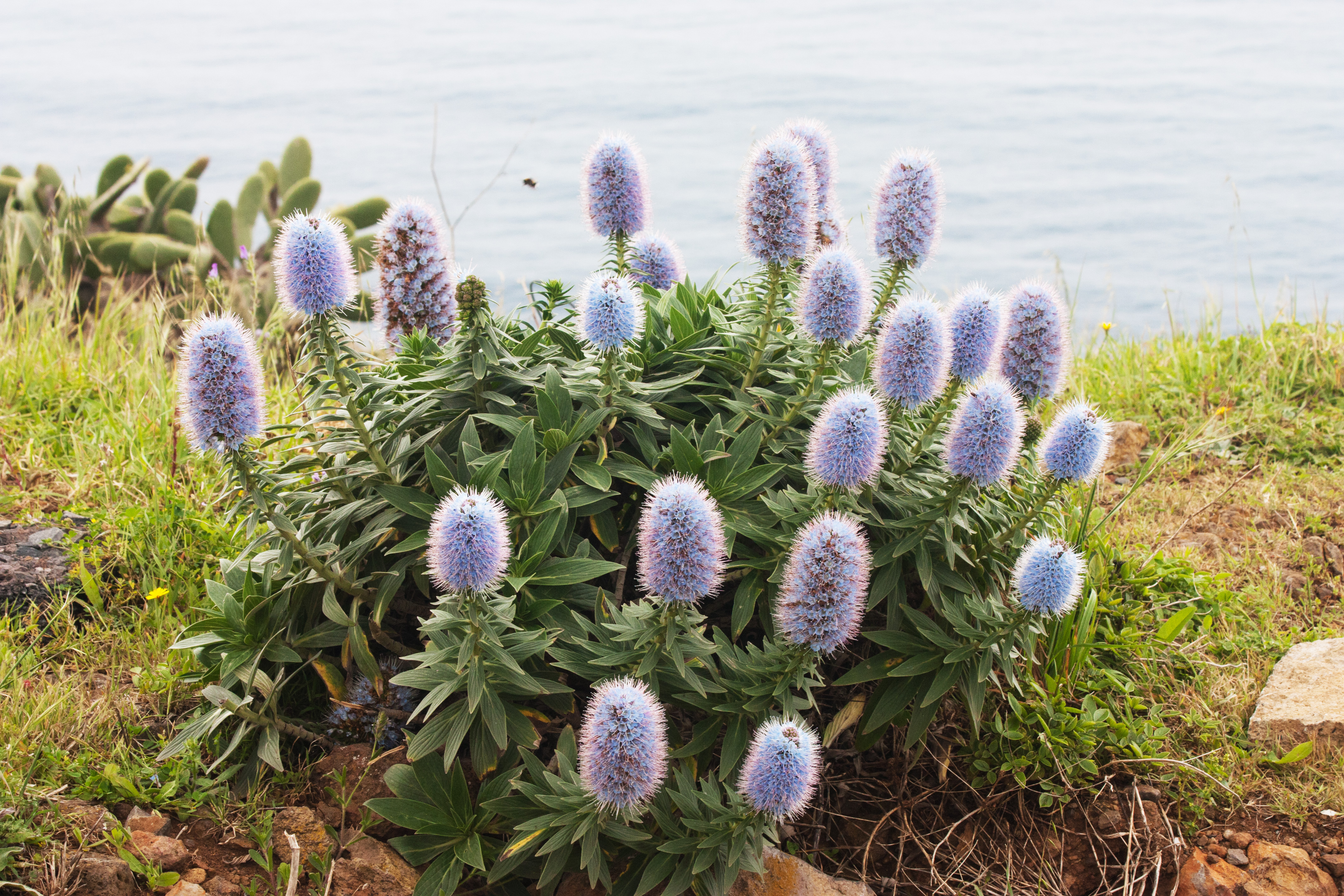
у середовищі проживання
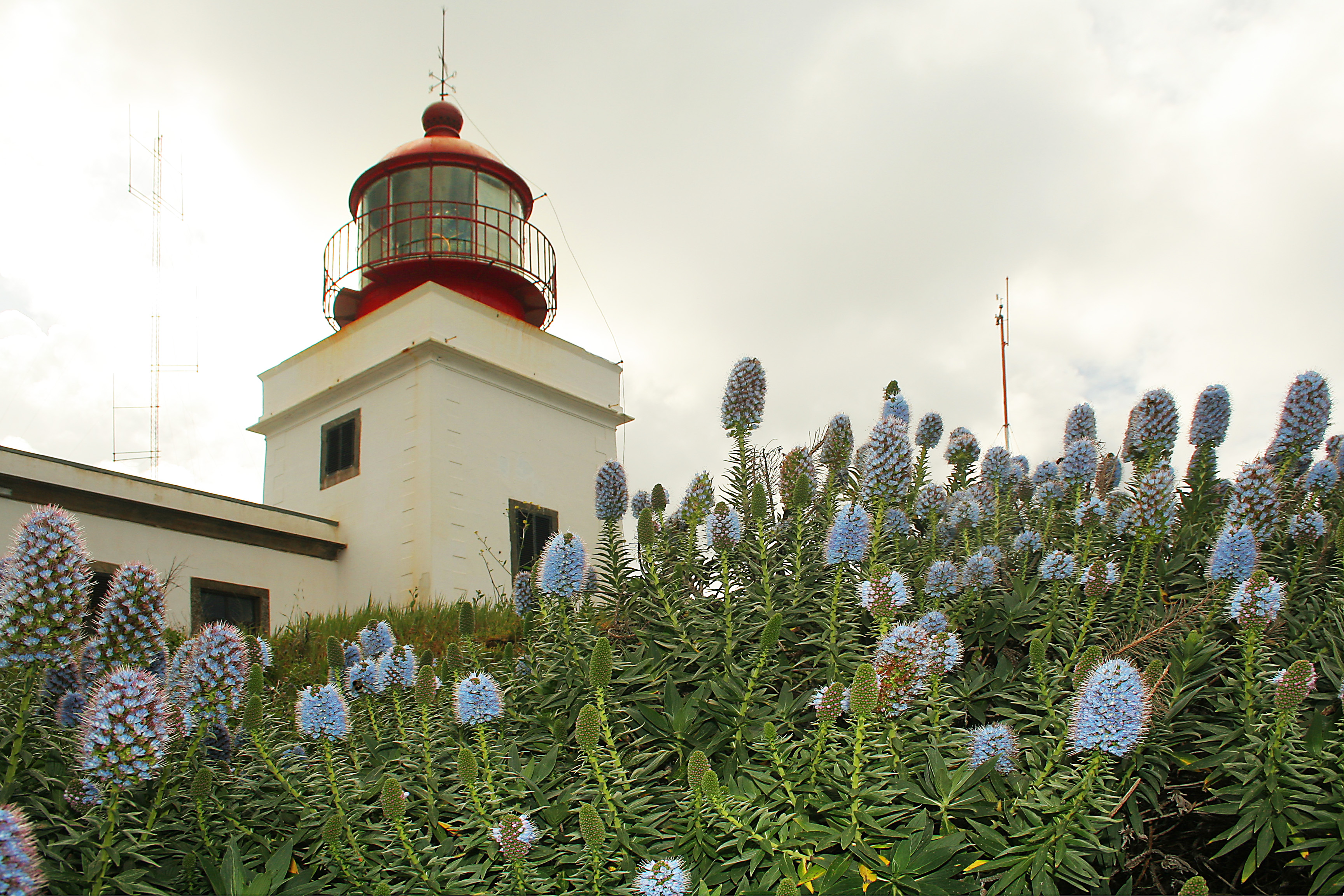
культивовані рослини